# زبان‌های رومی جنوبی
زبان‌های رومی جنوبی شاخه‌ای از زبان‌های رومی است که به‌وسیلهٔ سایت اتنولوگ پیشنهاد شده‌است. این تقسیم بندی میان زبان شناسان مورد قبول نیست و بیشتر زبانشناسان معتقد و وجود دسته زبان‌های رومی جنوبی نیستند و آنها را با همان دسته شرقی به حساب می‌آورند. اتنولوگ زبان‌های ساردنیایی و توسکانی و گالوری را از دسته رومی جنوبی به‌حساب آورده که چندان مورد قبول واقع نشده‌است.